# سندستون (ویرجینیا)
سندستون (به انگلیسی: Sandston) یک منطقهٔ مسکونی در ایالات متحده آمریکا است که در شهرستان هنریکو، ویرجینیا واقع شده‌است. سندستون ۲۵٫۸ کیلومتر مربع مساحت و ۷٬۵۷۱ نفر جمعیت دارد.